# Phil Read
Phillip William (Phil) Read (Luton, 1 de janeiro de 1939 – 6 de outubro de 2022) foi um motociclista inglês apelidado de "The Earl of Speed." Tornou-se o primeiro motociclista a ser campeão nas categorias 125cc, 250cc e 500cc.